# Wiktor Wysoczański
Wiktor Wysoczański (Verkhnye Vysotske, 24 marzo 1939 – 27 aprile 2023) è stato un vescovo vetero-cattolico polacco.

## Biografia
Fu Superiore della Chiesa polacco-cattolica, segretario del Consiglio sinodale della stessa Chiesa, pastore missionario della parrocchia dei Santi Apostoli Pietro e Paolo di Konstancin-Jeziorna, membro dell'Ufficio di Presidenza del Consiglio Ecumenico Polacco e del gruppo di dialogo tra la Chiesa polacco-cattolica e la Chiesa cattolica, presidente dell'Associazione sociale dei cattolici polacchi e rettore del Seminario Teologico Superiore della Chiesa polacco-cattolica di Varsavia. Dal 1990 al 1996 e dal 2002 al 2008 fu rettore dell'Accademia Cristiana Teologica di Varsavia, primo vetero-cattolico a ricoprire questa carica; dal 2008 ne divenne vice-rettore.
Ricevette l'ordine sacerdotale il 2 febbraio 1963 per mano di Maksymilian Rode. Fu nominato vescovo il 15 maggio 1975, ma fu consacrato dall'Arcivescovo di Utrecht Marinus Kok solo il 5 giugno 1983. Divenne Superiore nel dicembre 1996, succedendo al vescovo Tadeusz Majewski, non rieletto nel Sinodo del 27 giugno 1995.
Il 1º luglio 2000 fu co-consacratore di Joris Vercammen, con Jan Lambert Wirix-Speetjens (consacratore principale) e Joachim Vobbe.
Il 19 dicembre 2009 partecipò all'inaugurazione del ministero dell'Arcivescovo Henryk Muszyński come Primate di Polonia a Gniezno, unico rappresentante del Consiglio Ecumenico Polacco e della Chiesa polacco-cattolica.

## Genealogia episcopale
La genealogia episcopale è:
CHIESA CATTOLICA
- Cardinale Scipione Rebiba
- Cardinale Giulio Antonio Santori
- Cardinale Girolamo Bernerio, O.P.
- Arcivescovo Galeazzo Sanvitale
- Cardinale Ludovico Ludovisi
- Cardinale Luigi Caetani
- Vescovo Giovanni Battista Scanaroli
- Cardinale Antonio Barberini iuniore
- Arcivescovo Charles-Maurice le Tellier
- Vescovo Jacques Bénigne Bossuet
- Vescovo Jacques de Goyon de Matignon
- Vescovo Dominique Marie Varlet

CHIESA ROMANO-CATTOLICA OLANDESE DEL CLERO VETERO EPISCOPALE
- Arcivescovo Petrus Johannes Meindaerts
- Vescovo Johannes van Stiphout
- Arcivescovo Walter van Nieuwenhuisen
- Vescovo Adrian Jan Broekman
- Arcivescovo Jan van Rhijn
- Vescovo Gisbert van Jong
- Arcivescovo Willibrord van Os
- Vescovo Jan Bon
- Arcivescovo Johannes van Santen

CHIESA VETERO-CATTOLICA
- Arcivescovo Hermann Heykamp
- Vescovo Gasparus Johannes van Rinkel
- Arcivescovo Gerardus Gul
- Vescovo Henricus Johannes Theodorus van Vlijmen
- Arcivescovo Franciscus Kenninck
- Vescovo Johannes Hermannus Berends
- Arcivescovo Andreas Rinkel
- Arcivescovo Marinus Kok
- Vescovo Wiktor Wysoczański